# District de Bhojpur (Bihar)
Le District de Bhojpur  (hindi : भोजपुर ज़िला) est un district de l'état du Bihar en Inde.

## Géographie
Sa population de 2 728 407 habitants (en 2011) pour une superficie de 2 395 km2.